# Heterusia suffusa
Heterusia suffusa är en fjärilsart som beskrevs av W. Warren 1904. Heterusia suffusa ingår i släktet Heterusia och familjen mätare. Inga underarter finns listade i Catalogue of Life.